# Brejo Grande do Araguaia
Brejo Grande do Araguaia é um município brasileiro do estado do Pará. Localiza-se a uma latitude 05º41'56" sul e a uma longitude 48º24'47" oeste, estando a uma altitude de 110 metros. Sua população estimada em 2020 era de 7.368 habitantes. Possui uma área de 1162,399 km².

## História
Brejo Grande do Araguaia originou-se do desmembramento de São João do Araguaia que surgiu na década de 1950, com o início da exploração de terras situadas às margens do Rio Araguaia.
O primeiro morador da localidade foi o Sr. Raimundo Guará que se estabeleceu em Brejo Grande do Araguaia, no dia 25 de julho de 1958. Por volta de 1959, chegaram à localidade algumas pessoas vindas de Bela Vista, atual Estado do Tocantins. Essas pessoas, que eram lideradas pelo Sr. Raimundo Negro e Sr. Raimundo Victor consolidaram a fundação de Brejo Grande, atual distrito-sede.
Em 1960, outras famílias chegaram ao local, dando origem à rua principal, atual Avenida Goiás, à Rua Trizidela e à Rua Nova. Na metade da década de 1960, aumentou o fluxo de pessoas em Brejo Grande do Araguaia, atraídas pela descoberta do garimpo de Itamerim, localizado a 16 km da sede municipal. O processo de emancipação de Brejo Grande do Araguaia teve início na gestão do então prefeito de São João do Araguaia, Luis Carlos Lopes, através dos vereadores Agenor Miranda de Brito e Severino Gomes Pereira, residentes em Brejo Grande, que muito lutaram pela emancipação.
Em 10 de maio de 1988, através da Lei nº 5.448, Brejo Grande do Araguaia foi elevado à condição de Município. Sua instalação ocorreu em 1º de janeiro de 1989, com a posse da prefeita Maria Alves dos Santos, eleita em 15 de novembro de 1988. O nome de Brejo Grande do Araguaia é em homenagem ao igarapé local, que possui águas frias e cristalinas e está em sua maior parte, numa brejaria.
O Município é constituído de dois distritos, que são: o da sede e o de São Raimundo do Araguaia.
No ano de 1991, segundo a Lei nº5.689 é desmembrada área do município de Brejo Grande do Araguaia para criação do município de Palestina do Pará.